# Tadworth
Tadworth är en ort i Storbritannien.   Den ligger i grevskapet Surrey och riksdelen England, i den södra delen av landet, 25 km söder om huvudstaden London. Tadworth ligger 171 meter över havet och antalet invånare är 6 999.
Terrängen runt Tadworth är huvudsakligen platt, men åt sydväst är den kuperad. Tadworth ligger uppe på en höjd. Runt Tadworth är det tätbefolkat, med 636 invånare per kvadratkilometer. Närmaste större samhälle är Sutton, 6,9 km norr om Tadworth. Trakten runt Tadworth består i huvudsak av gräsmarker.